# Campionats regionals peruans de futbol
Els Campionats regionals peruans de futbol van ser unes competicions peruanes de futbol que es disputaren al Perú des de 1984 fins a 1991, en què fou reemplaçat pel Campionat Descentralitzat de 16 equips.
Fins al 1989 es disputaven en quatre regions (Nord, Sud, Centre i Metropolità). Aquest any es creà una cinquena regió, Orient, que agrupà els equips de les regions dels departaments de l'Amazònia.
El sistema de competició era complex i es dividia en diverses parts. Primer es disputaven els campionats regionals. Els millors de cada regional es classificaven per disputar unes eliminatòries on el primer classificat obtenia plaça per la Copa Libertadores de l'any següent.
La segona part els mateixos equips disputaven un torneig molt semblant a l'actual Campionat Descentralitzat on el campió també es classificava per la Copa Libertadores. A partir del 1989 es disputaren uns nous campionats regionals per decidir els equips classificats.
Els dos campions s'enfrontaven en una final per decidir el campió peruà (vegeu els campions a Lliga peruana de futbol).

## Campionats regionals

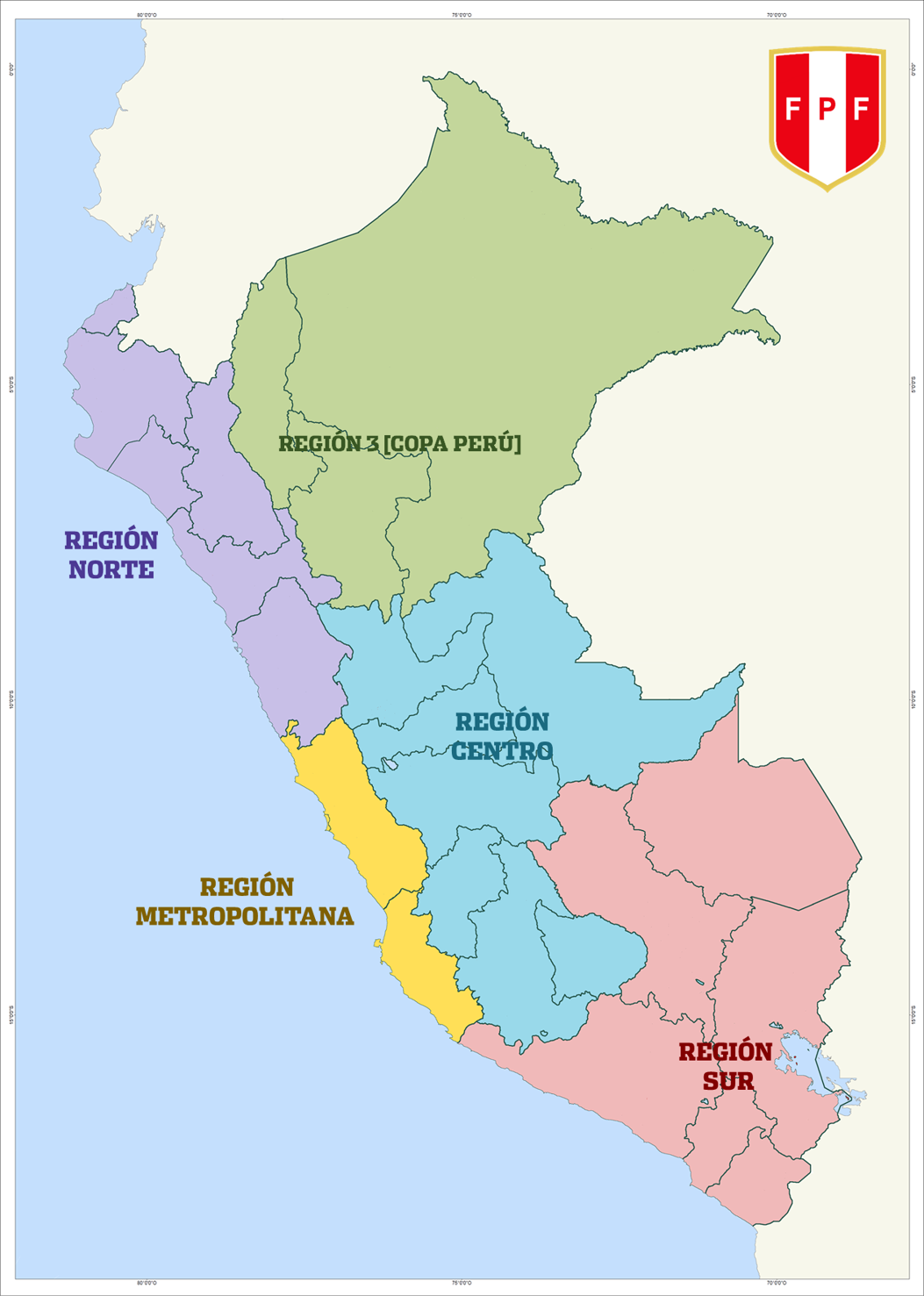
Divisió dels Campionats Regionals de Primera Divisió (1984-1988).

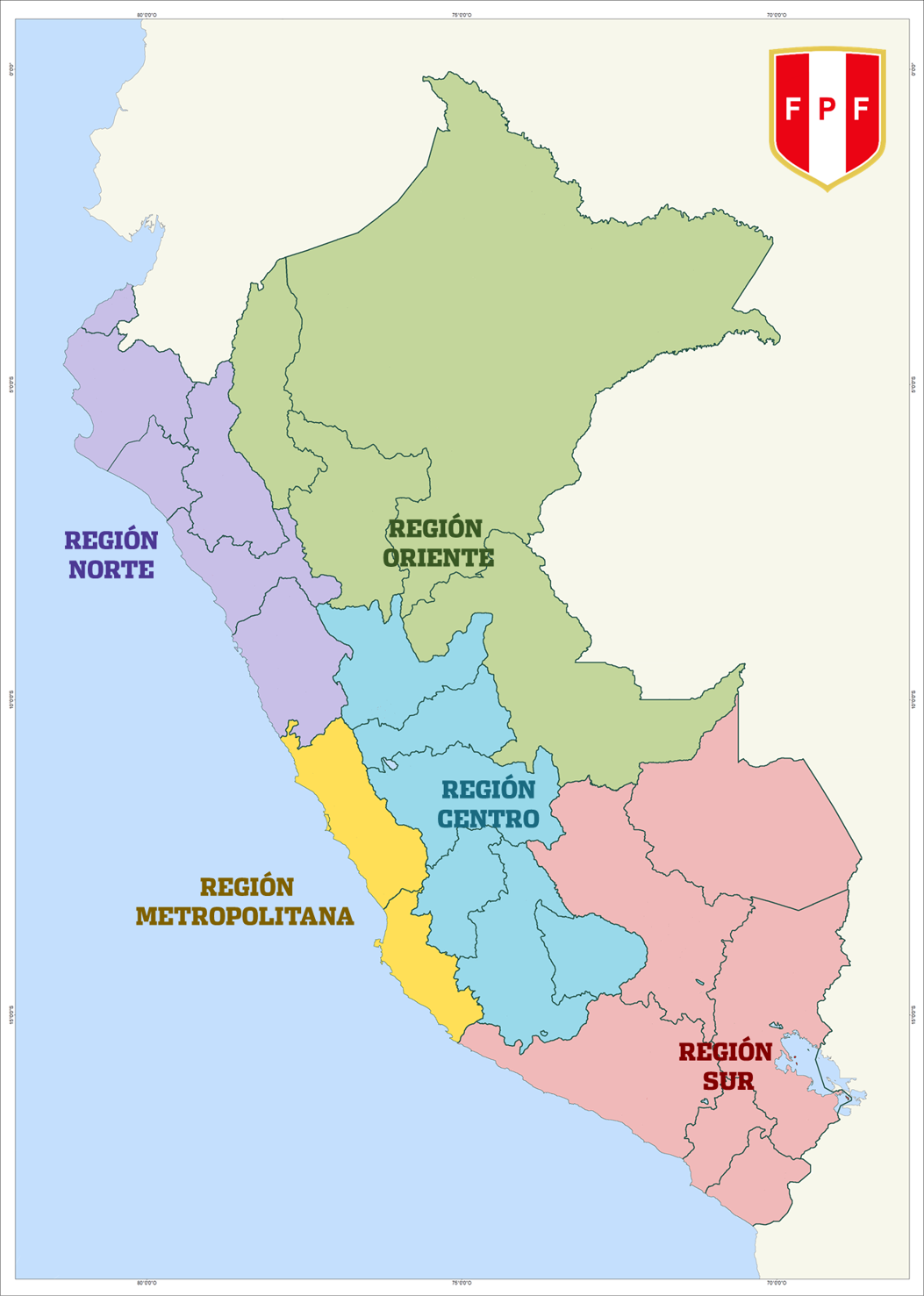
Divisió dels Campionats Regionals de Primera Divisió (1989-1991).

Font:
| Any    | Regió Metropolitana          | Regió Nord         | Regió Sud         | Regió Centre        | Regió Orient      |
| ------ | ---------------------------- | ------------------ | ----------------- | ------------------- | ----------------- |
| 1984   | Universitario                | Atlético Torino    | FBC Melgar        | A.D.T.              | sense competició  |
| 1985   | Alianza Lima                 | Carlos A. Mannucci | Coronel Bolognesi | A.D.T.              | sense competició  |
| 1986   | Sporting Cristal             | U.T.C.             | FBC Melgar        | Deportivo Pucallpa  | sense competició  |
| 1987   | Universitario                | Carlos A. Mannucci | Coronel Bolognesi | Deportivo Junín     | sense competició  |
| 1988   | Unión Huaral i Universitario | Alianza Atlético   | Cienciano         | Deportivo Junín     | sense competició  |
| 1989-1 | Alianza Lima                 | Alianza Atlético   | FBC Aurora        | Mina San Vicente    | Unión Tarapoto    |
| 1989-2 | Universitario                | Alianza Atlético   | FBC Aurora        | Mina San Vicente    | C.N.I.            |
| 1990-1 | Universitario                | Sport Pacífico     | FBC Melgar        | Deportivo Junín     | Hospital Pucallpa |
| 1990-2 | Alianza Lima                 | Alianza Atlético   | FBC Melgar        | A.D.T.              | Unión Tarapoto    |
| 1991-1 | Sporting Cristal             | Carlos A. Mannucci | FBC Melgar        | Unión Huayllaspanca | C.N.I.            |
| 1991-2 | Universitario                | Alianza Atlético   | FBC Melgar        | León de Huánuco     | C.N.I.            |

## Campions del Torneig Regional
Font:
- 1984: Sport Boys
- 1985: Universitario
- 1986: Deportivo San Agustín
- 1987: Universitario
- 1988: Universitario
- 1989-1: Sporting Cristal
- 1989-2: Unión Huaral
- 1990-1: Sport Boys
- 1990-2: Universitario
- 1991-1: Sporting Cristal
- 1991-2: Sporting Cristal

## Campions del Torneig Descentralitzat
Font:
- 1984: Universitario
- 1985: Universitario
- 1986: Alianza Lima
- 1987: Alianza Lima
- 1988: Sporting Cristal